# Agrochola rupicapra
Agrochola rupicapra är en fjärilsart som beskrevs av Otto Staudinger 1878. Agrochola rupicapra ingår i släktet Agrochola och familjen nattflyn. Inga underarter finns listade i Catalogue of Life.